# Knöterichblattkäfer

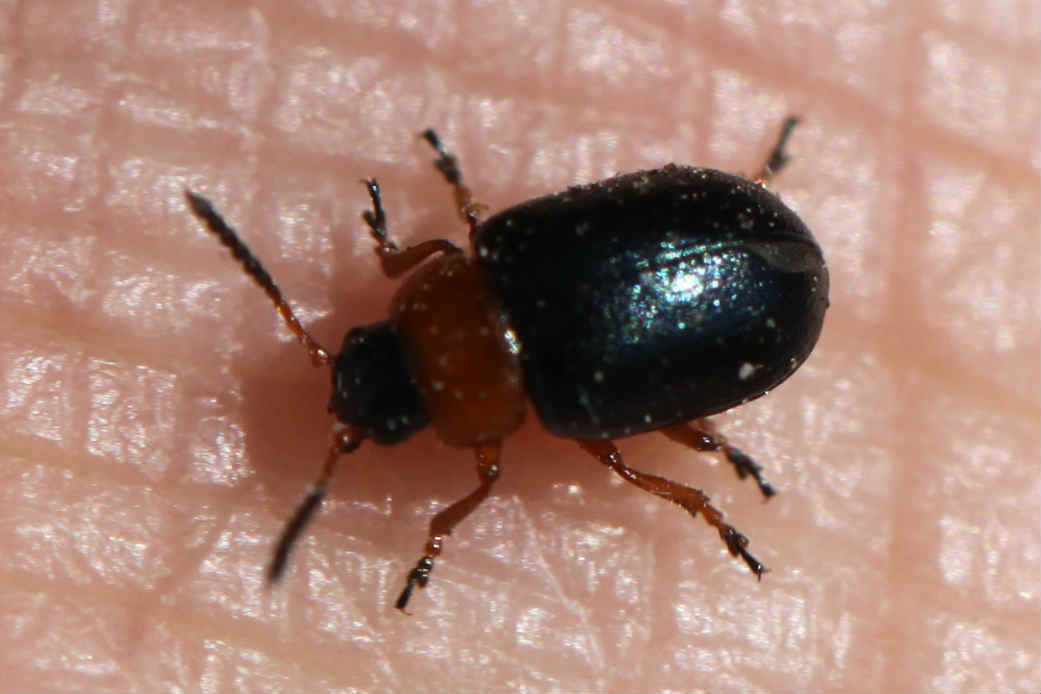
Knöterichblattkäfer

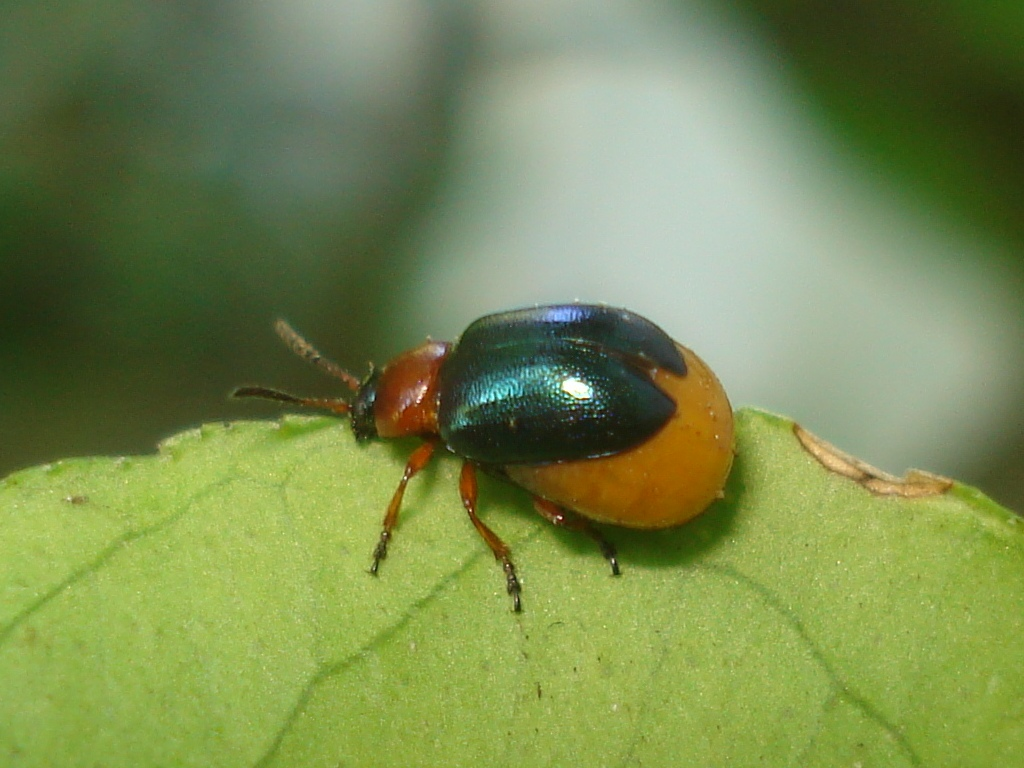
Knöterichblattkäfer, Weibchen mit aufgeblähtem Hinterleib

Der Knöterichblattkäfer (Gastrophysa polygoni) ist ein Käfer aus der Familie der Blattkäfer (Chrysomelidae).

## Merkmale
Der Knöterichblattkäfer ist 4–7 mm lang. Der Kopf, die äußeren Fühlerglieder sowie die Tarsenenden sind dunkel gefärbt. Die Flügeldecken sind metallisch blau oder grün schimmernd. Der Halsschild, die Beine mit Ausnahme der Tarsenenden sowie die ersten vier Fühlerglieder sind gelb-orange gefärbt.

## Synonyme
- Chrysomela obtusa Müller, 1776
- Chrysomela polygoni Linnaeus, 1758
- Gastroidea polygoni (Linnaeus, 1758)
- Gastrophysa polygoni elongata Jolivet, 1951

## Verbreitung
Der Knöterichblattkäfer ist in der Paläarktis heimisch. Er ist in Europa weit verbreitet. Er kommt im Norden bis in Mittel-Fennoskandinavien vor. Auf den Britischen Inseln ist die Art ebenfalls vertreten. Nach Osten reicht das Verbreitungsgebiet bis nach Zentralasien und in die Mongolei. In Nordamerika wurde die Käferart eingeschleppt.

## Lebensweise
Die Käfer fliegen im Frühjahr und Sommer.
Sie fressen an Knöterichgewächsen, insbesondere an Vogelknöterichen (Polygonum), Wasserpfeffer (Persicaria hydropiper) und an Ampfer (Rumex).
Vor der Eiablage ist der Hinterleib der Weibchen besonders stark aufgebläht und überragt die Flügeldecken.